# 九七式中戰車
九七式中戰車是日本帝国陆军在1930年代中葉所開發的中型戰車，與九五式轻戰車一同作為日本帝国陆军在二战時期的主力裝甲武器。九七式有兩種主要生产型号，分別是裝载57毫米口徑九七式戰車炮的基本型和47毫米口徑一式炮的九七式改。兩種車型合計生產了2,123輛。

## 開發背景
1936年，日本帝國陸軍再度開發以支援步兵作戰為主要任務的戰車，被視作八九式中戰車的繼任裝備，但嚴格來說，下一代戰車的規格除卻日本國內技術問題以外，讓戰車需能完整發揮能力必須要有相當高標準的後勤支援，但日本本國的基礎建設相較歐陸國家還有很多待改進的不健全處，重量超過一定程度的戰車光要運輸都有難度。在當時的日本基礎建設支援中，包括港埠轉運、橋梁承載限制等，參謀本部得出的結論認為戰車重量不能超過12公噸以上。
因此，在最初設計執著點只著重在控制重量後其他性能（機動力、防禦力）要被降低標準到甚麼程度才可以滿足要求，唯一可接受的公約數是火炮效果不得弱於現役的八九式。
陸軍技術本部以兩個爭執方案演繹出原型車：
甲案：強化防禦設計、改善車體工藝，車速標準放低，預定重量13.5公噸；使用雙人砲塔，副武器2挺機槍，戰鬥室容積維持八九式標準；由三菱重工試製
乙案：控制車體重量，防禦等標準放低，預定重量10公噸；使用單人砲塔，副武器1挺機槍；由大阪兵工廠試製
實際上，兩個方案原型審查時已經爭執到毫無妥協的困境。甲案的重量過重這點一直被參謀本部挑毛病，參謀本部希望甲案原型戰車能減肥到12噸，但是陸軍技術本部直白的回答辦不到；乙案的單人砲塔則被陸軍戰車學校挑毛病，認為如果量產一定得改成對戰鬥效率大幅改善的雙人砲塔。兩個方案都有人不滿意，新戰車卻又需求紧急，最後仍決定兩案同時研製。
原型車在1937年6月陸續完工，但甲案原型車因戰車學校陸續追加要求，導致最終重量超過15噸；乙案的重量控制仍維持在預定重量以內（9.8噸）；單就審查規格來講，乙案比較合乎行政履約標準；但是1937年7月爆發的日中戰爭經驗顯示，防禦力過差的戰車存活能力堪慮，加上戰爭爆發後軍事預算較於寬裕，最後帝國陸軍選擇較貴也較重的甲案原型車作為下一代戰車。但參謀本部一直不滿意戰車超重對後勤帶來額外負擔的問題，後來參謀本部再度開發性能近似的試製九八式中戰車。

## 性能
早期安裝九七式57公釐口徑炮，炮身只有18.4倍徑，主要是用於支援步兵，反戰車弱。1939年它首次在诺门罕战役中亮相，在当时对比德军的一号坦克、二号坦克、苏军的BT-7、T-70等时并不落后，而且甚至还是诺门罕战场上双方最大的坦克。但随坦克技术的发展后来为对抗盟军新型坦克换了新型的砲塔，砲塔安裝一式口徑47公釐長砲管，此謂九七式改，後來的一式中戰車也是採用同樣的武裝。但是由於47公釐口徑砲彈的重量太輕，導致動能流失的快，隨著距離一遠，砲彈的穿透力就大幅降低。

97式生产量：
- 1938年：110
- 1939年：202
- 1940年：315
- 1941年：507
- 1942年：28
- 总计：1,162

97改（47公釐炮）生产量：
- 1942年：503
- 1943年：427
- 总计：930

## 操作戰鬥紀錄
九七式首先用於1939年的蘇日諾門罕戰役。之後大規模用於中國戰場和南太平洋戰場，九七式中戰車的裝甲在英國、美國的反戰車武器面前太過薄弱，最厚處不過30公釐厚，美製37公釐反戰車砲能輕易貫穿。當九七式中戰車在面對美軍M4中戰車時顯得相當脆弱，M4中戰車能在1000公尺處擊破九七式中戰車，而九七式中戰車要在200公尺處才能貫穿M4中戰車的正面裝甲，因此處於一面倒的慘況。1945年7月美军設計了一次对97式的射击试验，结果发现M3式37MM反坦克炮在一百码距离上从正面对车到夹角45度都能击穿任何部位，在350码上正面对车也能击穿。
在1944年末到1945年的菲律賓戰役期間，日軍裝甲兵甚至只能以在車前裝置炸藥衝撞對方的方式攻擊美軍坦克；1945年1月17日在菲律宾乌达内塔，第7战车联队第3中队的和田小十郎小队长用三辆97改埋伏，全部损失后击毁三辆M4坦克，是该型坦克最成功的对坦克战例。
戰後
日本在1945年8月投降，盟軍清點日軍殘餘的九七式中戰車時，日本本土還有74輛57公厘戰車炮版、418輛47公厘戰車炮版、南方軍有31輛型號不明的九七式、關東軍與中國派遣軍因戰亂因素殘餘戰車不明，但還可使用的戰車大量出現在國共內戰各地戰場。
日本國內的九七式，在解除武裝、銷毀炮塔後，底盤裝設推土剷作為推土機，或是裝設起重機在戰後復建使用，稱為更正戰車，更正戰車可知的操作紀錄直到1960年代的橫濱港仍在使用。還有少部分九七式在解除武裝後以維持治安的名義撥交給日本警察，並在東寶爭議時出動鎮壓工運者。

## 现存实物

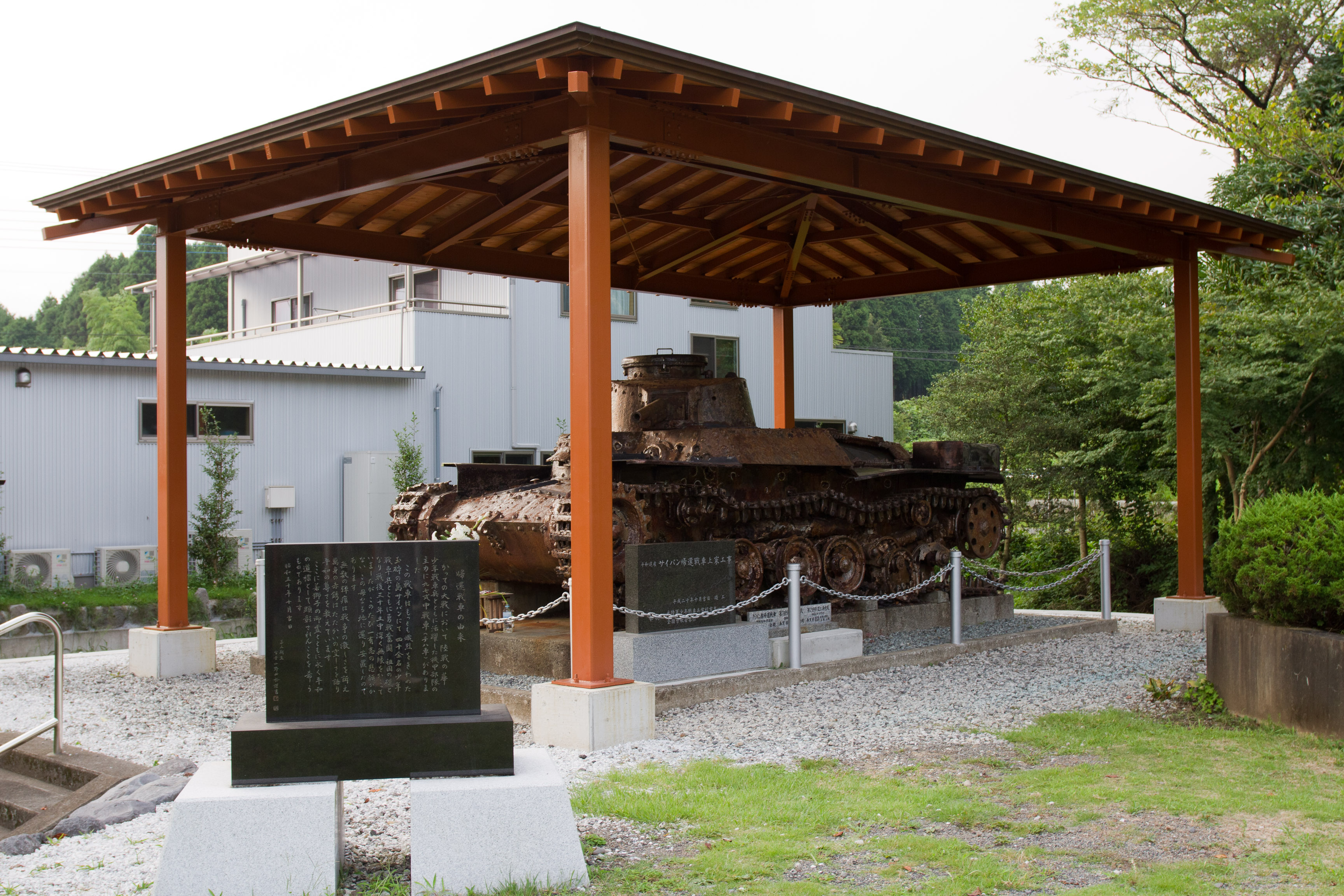
存放於若獅子神社的Chi-Ha

日本国内现存的实车有靖国神社游就馆和静岡縣富士宮市的若獅子神社各保存的塞班发现的战车第9联队的一辆。05年，神奈川縣三浦市的雨崎海岸发掘出一辆车体部分。

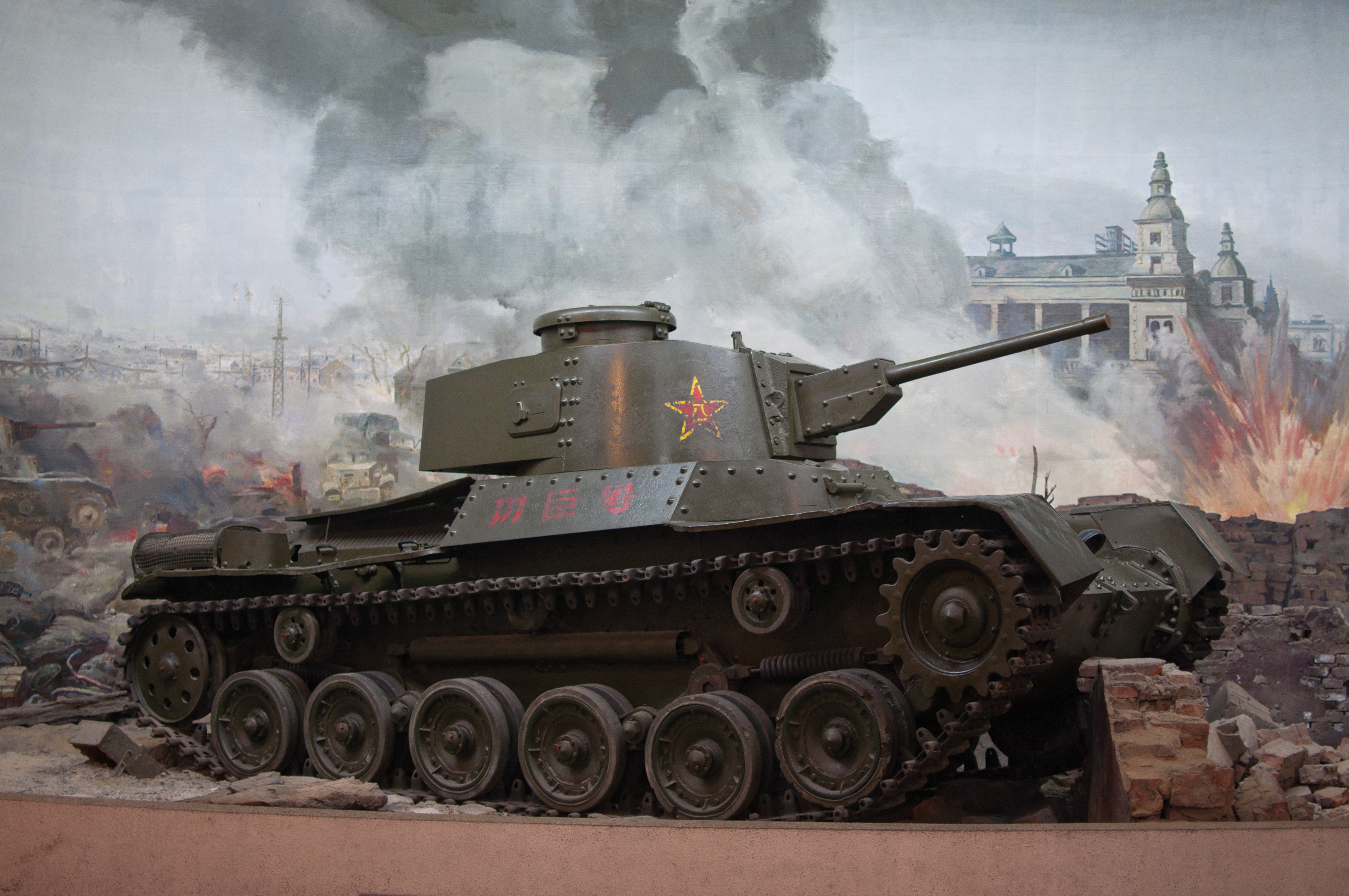
中國人民解放軍的功臣號

在中国人民革命军事博物馆裡有解放军的第一辆坦克——命名为功臣號的一辆97改。

## 使用國家
- 日本：原產國

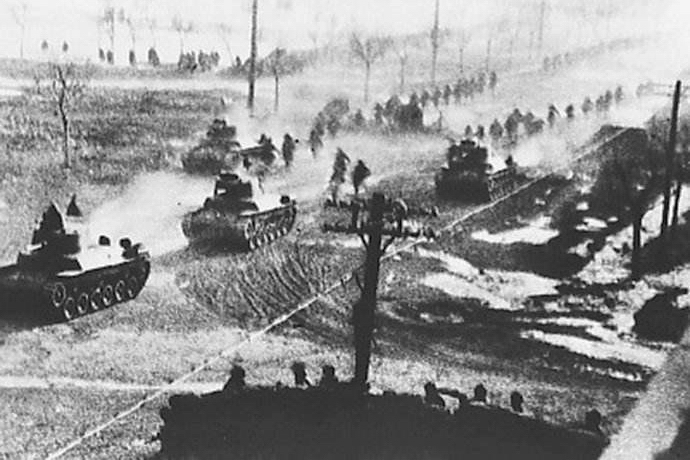
東北人民解放軍的九七式中戰車，攝於1948年的瀋陽市

- 中華民國：二戰後，國軍在各戰區接收日軍留在中國的九七式或九七式改，後被應用於國共內戰戰場上。
- 中华人民共和国：接收自日本關東軍，其中有一輛九七式改是解放軍第一輛坦克，并由于在辽沈与平津战役中的突出表现，被稱為功臣號坦克。
- 印度尼西亞：接收自日軍遺留在印尼的車輛。
- 大韓民國：接收自日軍遺留在朝鮮半島的車輛。

## 脚注
1. ↑  .   [2014-03-21]. （原始内容存档于2014-03-22）.
2. ↑  『日本陆军の坦克』ストライクアンドタクティカルマガジン2010年11月号別冊　2010年10月13日第7巻第9号（通算48号） 156ページ、株式会社カマド
3. ↑  .   [2013-07-12]. （原始内容存档于2012-02-02）.
4. ↑  「"The Most Effective Jap Tank" from Intelligence Bulletin, July 1945」 http://www.lonesentry.com/articles/jp_type97_tank/index.html （页面存档备份，存于）
5. ↑  海陆空天惯性世界 2011年8月号
6. ↑  下田四郎著『慟哭のキャタピラ』